# Diasporus tinker
Espèce
Synonymes
- Eleutherodactylus tinker Lynch, 2001

Statut de conservation UICN

 LC  : Préoccupation mineure
Diasporus tinker est une espèce d'amphibiens de la famille des Eleutherodactylidae.

## Répartition
Cette espèce est endémique de Colombie. Elle se rencontre dans les départements de Valle del Cauca, de Chocó, d'Antioquia et de Córdoba du niveau de la mer jusqu'à 1 880 m d'altitude sur la cordillère Occidentale.

## Description
Les mâles mesurent de 15,2 à 20,3 mm et les femelles de 19,0 à 21,8 mm.

## Publication originale
- Lynch, 2001 : Three new rainfrogs of the Eleutherodactylus diastema group from Colombia and Panama. Revista de la Academia Colombiana de Ciencias Exactas Fisicas y Naturales, vol. 25, no 95, p. 287-298 (texte intégral).